# Oscar Solbert
Oscar Nathanael Solbert, född 22 januari 1885 i Karbennings socken, död 16 april 1958,, var en svenskamerikansk general och affärsman.
Oscar Solbert var son till smeden Johan Sohlberg. Han tillbringade sina första barndomsår i Borlänge och emigrerade med fadern till USA 1893. Fadern blev yxsmed i Worcester, Massachusetts och Solbert försörjde sig som tidningspojke och genomgick på sin fritid Worcester Polytechnic Institute 1904–1906. Efter lärar- och ingenjörsverksamhet genomgick han United States Military Academy i West Point och utexaminerades därifrån 1910. Han deltog i arbetena på Mississippiflodens kanalisering och på Panamakanalen. 1911–1912 genomgick han US Engineering School of Application i Washington, 1914–1917 var han lärare vid krigsskolan i West Point och 1917–1918 deltog han som överste i första världskriget. Han deltog i fredskonferensen i Paris 1918–1919, var militärattaché vid amerikanska beskickningen i London 1919–1924 och tjänstgjorde som president Calvin Coolidges militäre adjutant 1924–1926. Han lämnade den aktiva militärtjänsten 1926 och var därefter anställd i Eastman Kodak Company i Rochester, New York och blev 1949 direktör för George Eastman House of Photography. Vid dåvarande kronprins Gustaf Adolfs besök i USA 1926 och 1938 var Solbert dennes adjutant. 1942 inträdde Solbert åter i armén och var under andra världskriget från 1943 "chief of special services" på den europeiska krigsskådeplatsen. Han utnämndes 1944 till brigadgeneral.